# Atari 6502 Vector
Atari 6502 Vector es una Placa de arcade creada por Atari destinada a los salones arcade.

## Descripción
El Atari 6502 Vector fue lanzada por Atari en 1979.
El sistema tenía un procesador 6502, y un chip de sonido Discrete.
En esta placa funcionaron aproximadamente 6 títulos.

## Especificaciones técnicas

### Procesador
- 6502

### Audio
Chips de sonido:
- Discrete

## Lista de videojuegos
- Asteroids
- Asteroids Deluxe
- BattleZone
- Bradley Trainer / Army Battlezone
- Lunar Lander
- Malibu